# Joey Calcaterra
Joseph Edward "Joey" Calcaterra (Novato, California; 15 de octubre de 1998) es un baloncestista estadounidense que pertenece a la plantilla de los Stockton Kings de la G League. Con 1,91 metros de estatura, juega en la posición de escolta.

## Trayectoria deportiva

### Universidad
Jugó cuatro temporadas con los Toreros de la Universidad de San Diego, en las que promedió 8,2 puntos, 2,3 rebotes y 1,4 asistencias por partido. Después de la cuarta temporada, decidió utilizar el año adicional de elegibilidad otorgado a los atletas universitarios que jugaron en la temporada 2020 debido a la pandemia de coronavirus e ingresó al portal de transferencia de la NCAA.
Fue transferido a los Huskies de la Universidad de Connecticut, donde promedió 5,8 puntos, 1,7 rebotes y 1,2 asistencias por partido. Se proclamó con los Huskies Campeón de la NCAA de 2023, aportando seis puntos en la final, saliendo desde el banquillo.

#### Estadísticas
| Año     | Equipo    | PJ  | PT | MPP  | %TC  | %3P  | %TL  | RPP | APP | ROB | TPP | PPP  |
| ------- | --------- | --- | -- | ---- | ---- | ---- | ---- | --- | --- | --- | --- | ---- |
| 2018–19 | San Diego | 32  | 5  | 12.4 | .384 | .313 | .737 | .9  | .8  | .3  | .2  | 2.8  |
| 2019–20 | San Diego | 32  | 32 | 28.2 | .382 | .362 | .817 | 2.8 | 1.8 | .8  | .1  | 11.3 |
| 2020–21 | San Diego | 12  | 10 | 29.9 | .419 | .377 | .867 | 3.1 | 1.8 | 1.1 | .3  | 13.3 |
| 2021–22 | San Diego | 29  | 23 | 26.8 | .388 | .347 | .872 | 2.8 | 1.3 | .7  | .1  | 8.5  |
| 2022–23 | UConn     | 34  | 0  | 14.6 | .425 | .447 | .895 | 1.8 | 1.3 | .6  | .1  | 5.9  |
| Total   | Total     | 143 | 70 | 20.9 | .396 | .380 | .837 | 2.1 | 1.3 | .6  | .1  | 7.6  |

### Profesional
Tras no ser elegido en el Draft de la NBA de 2023, el 28 de octubre se incorporó a la plantilla de los South Bay Lakers de la G League, pero fue despedido el 10 de enero. Sin embargo, 10 días más tarde se reincorporó de nuevo al equipo. Tras la temporada se comprometió a jugar para los Stars of Storrs, un equipo de exalumnos de UConn, en la edición 2024 del The Basketball Tournament.
El 26 de octubre de 2024 fue traspasado a los Santa Cruz Warriors. Fue despedido el 5 de noviembre, pero se reincorporó a Santa Cruz dos días después. El 7 de febrero de 2025 los Warriors le despidieron tras fichar a Alex Gil-Fernandez.
El 9 de marzo de 2025 fichó por los Stockton Kings, con los que consiguió el campeonato de la G League.